# Château de l'Herbaudière (Deux-Sèvres)
Le château de l'Herbaudière se situe sur la commune de Saivres en Deux-Sèvres dans la région Nouvelle-Aquitaine en France.

## Historique
Mentionnée en 1344, la seigneurie de l'Herbaudière relève de la châtellenie de Sainte-Néomaye et appartient à la famille Chauveau puis Neuport pendant près de deux siècles. C'est à Philippe de Neuport (mort en 1630) que l'on doit la construction d'un nouveau logis vers 1599.

## Architecture
Le château forme un quadrilatère composé d'un logis en fond de cour et de trois ailes de communs.
À l'intérieur, il faut noter l'escalier axial rampe sur rampe, des cheminées monumentales, dont la plus remarquable est dans le salon lui-même décoré d'un papier panoramique figurant des scènes de chasse.
Il fait l’objet d’une inscription au titre des monuments historiques depuis le 4 octobre 1994.